# Гіпоальдостеронізм
Гіпоальдостеронізм — це стан, при якому кора надниркових залоз (переважно її клубочкова зона) секретує менше альдостерону, ніж потрібно в нормі.
Як і гіперальдостеронізм, може бути первинним і вторинним. Первинний — пов'язаний із гіпофункцією самих надниркових залоз і спостерігається при хворобі Аддісона, синдромі Уотерхауза-Фрідеріксена і вродженій недостатності ферментів, які беруть участь в біосинтезі стероїдів.
Вторинний гіпоальдостеронізм може бути наслідком пригнічення ренін-ангіотензинової системи, дефіциту АКТГ, зловживання мінералокортикоїдними препаратами або локрицею.
При нестачі альдостерону організм безперервно втрачає натрій, в зв'язку з чим зменшується об'єм внутрішньоклітинної рідини, а це призводить до втомлюваності, головного болю, гіпотонії і тахікардії. Одночасна затримка К+ і Н+ викликає гіперкаліємію і ацидоз, які проявляються відповідно у вигляді серцевої аритмії і м'язових спазмів, гіпервентиляції і помутніння свідомості.